# Народ моего деда
«Народ моего деда» (тур. Dedemin İnsanları) — кинофильм режиссёра Чагана Ырмака, вышедший на экраны в 2011 году.

## Сюжет
Действие фильма происходит летом 1980 года. 10-летний Озан проводит каникулы с родителями на даче на морском побережье близ Измира, а также подрабатывает в лавке у деда Мехмета, всеми уважаемого старейшины местной общины. Единственное, что нарушает идиллию — периодически раздающиеся голоса, что дед — не настоящий турок, а «критский безбожник». Озан очень переживает по этому поводу и конфликтует со старшими. Дед, желая разъяснить ситуацию, рассказывает свою историю: он родился на Крите, однако в 1923 году, в восьмилетнем возрасте, вернулся на родину во время послевоенного обмена населением, затронувшего миллионы судеб. Услышанное заставляет Озана примириться со своими родными. Дед Мехмет давно мечтает посетить критский дом, где он вырос, и решает устроить поездку для всей семьи. Уже получены необходимые визы на въезд в Грецию, однако все планы перечёркивает внезапно разразившийся в стране государственный переворот…

## В ролях
- Дурукан Челиккая — Озан Эрдинч
- Четин Текиндор — Мехмет Яваш, дедушка
- Йигит Озшенер — Ибрагим Эрдинч, отец
- Гёкче Бахадир — Нурдан Эрдинч, мать
- Саджиде Ташанер — Надире
- Хюмейра — тётя Перузат
- Зафер Алгёз — мэр
- Эйрини Инглеси — Элеонора
- Мерт Фырат — Хасан
- Эзги Мола — Фатма
- Усхан Чакыр — взрослый Озан